# علي بوديش
علي بابا بوديش (مواليد 1957) زعيم مافيا هندي شهير بسوء السمعة مقيم في البحرين. خوفا من رد فعل عنيف من شرطة مومباي فر بوديش إلى البحرين في أواخر الثمانينات حيث افتتح فرع جديد لعصابته في العاصمة المنامة.

## السيرة الذاتية

### النشأة
معظم تفاصيل نشأة بوديش غير واضحة. ولد بوديش من أم هندية وأب عربي. دخل إلى العالم السفلي في مومباي من خلال النشل والتعامل الوحشي. الشرطة في فيكرولي إحدى ضواحي شمال شرق المدينة سجلوا قضية اعتداء ضده. ومع ذلك قبل تورطه في الجرائم الصغيرة عرف عنه دراسته في مدرسة داخلية بالقرب من بونه.

### الاتصال بداود إبراهيم
بينما كان يعيش في حي فقير بالقرب من ضريح بانكي شاه بابا في غاتكوبار استطاع بوديش اتصال ببعض أفراد عصابة داود إبراهيم الذي كان هاربا من الشرطة حيث استطاع إيجاد ملجأ له في أحد الأحياء الفقيرة المعقدة من منطقة فيكرولي الحدائقي. كوفئ بوديش بالحصول على مساعدة أولية له من هؤلاء الرجال عندما تم إرساله إلى دبي للالتقاء بداود إبراهيم زعيم العصابة سيئ السمعة وأحد أهم الهاربين من الهند المطلوبين للعدالة.

### زعيم عصابته الخاصة
لاحقا انفضل بوديش عن عصابة داود إبراهيم وقام برفقة أفراد مهمين من عصابة داود إبراهيم أمثال المهرب الباكستاني شعيب خان وعرفان غوغا وإعجاز باثان بتكوين عصابتهم الخاصة التي يقع مقرها في البحرين. تحالف بوديش مع بعض من أعداء داود إبراهيم وقام بقيادتهم لمحاربته. هذا التحالف أدى إلى إيداع سوبهاش سينغ ثاكور رجل العصابة من فيرار فيرار سجن تيهار المركزي في نيودلهي. أصبح مساعد داود إبراهيم ديلاوار خان ذراع بوديش الأيمن. تسبب هذا التحالف في حدوث بعض المفاجآت الكبرى التي أدت إلى تراجع إمبراطورية داود إبراهيم.

### المخبر
قام بالتبليغ عن أفراد عصابة داود إبراهيم للسلطات من إضعاف عصابة الأخير. يعتقد أن اعتقال شقيق داود إبراهيم أنيس إبراهيم في مطار البحرين الدولي في المحرق في عام 1996 قد تم نتيجة لبلاغ من بوديش. دفع داود أكثر من 500 ألف روبية لإطلاق سراح شقيقه. وبالمثل يرجع السبب في سجن أبو سالم لمدة شهر في دبي بالإمارات وهو أحد أهم رجال العصابات إلى بوديش. كما قام بوديش بالإبلاغ عن أفراد العصابات الهنود الآخرين أمثال تشهوتا شکیل ونورة إبراهيم، الخ وإجبارهم على الفرار من الإمارات العربية المتحدة إلى باكستان حيث يعتقد أنهم جعلوا كراتشي قاعدة لعملياتهم.

### التورط في عمليات ابتزاز
على الرغم من خلافه مع معلمه السابق فإن سياسة بوديش في عمليات الابتزاز تشبه تماما طريقة عمل داود إبراهيم. تشمل أهدافه المقاولون وتجار الماس وشخصيات في صناعة السينما في بوليوود. يطلب من المقاولين رسوم سنوية أو عدد قليل من الشقق في مشاريعهم. فيما يطلب من تجار الماس إيداع ودائع في حسابات مرقمة في بنوك سويسرية. ومع ذلك فإن أكبر المبالغ التي يستلمها من الابتزاز تكون من أرباح أفلام بوليوود.
أولئك الذين يرفضون عادة دفع أموال الابتزاز فإنه يتم التعامل معه بعدة طرق قاسية. على سبيل المثال عندما رفض ناتوارال ديساي المقاول المحلي من مومباي دفع المال لعصابة بوديش تم اطلاق النار عليه بالرصاص في 18 أغسطس 1997 في ناريمان بوينت من قبل أفراد العصابة. رجال الأعمال الذين كانوا مترددين في دفع الأموال لعصابة بوديش فإنه بعد مقتل ديساي قاموا بالدفع الأموال فورا. بعد هذه الحادثة لم ترد تقارير عن قتل الآخرين من خلال عصابة بوديش لفترة طويلة.
في أبريل 1998 كيث رودريغز رئيس مضيفة مطعم النحاس المدخنة في ساكي ناكا قتل برصاص مسلحين من عصابة بوديش. اعتبر قتله بمثابة إنذار لصاحب المطعم ساتيش بانسال الذي كان قد تهرب من دفع 500 ألف روبية لعصابة بوديش لعدة أشهر.

### ابتزاز بوليوود
أصبح بعض منتجي الأفلام في بوليوود البارزين أيضا ضحايا ابتزاز بوديش. تم تهديد راكيش روشان وموكيش بهات وبوني كابور هاتفيا وطالبوهم بدفع ملياري روبية حالا من كل واحد منهم. طلب نفس المبلغ من صاحب شركة الكاسيت راميش توراني.
في 21 يناير 2000 أطلق الرصاص على راكيش روشان من قبل اثنين من أفراد عصابة بوديش بالقرب من مكتبه في شارع تيلاك في سانتا كروز الغربية. أطلق المهاجمون رصاصتين في وجهه إحداهما استقرت في ذراعه اليسرى بينما الأخرى استقرت في صدره. بسقوط روشان على الأرض فر المهاجمون من مكان الحادث. تم التعرف على المهاجمين في وقت لاحق وهما سونيل فيتال غايكواند وساشين كامبل. لم تكن نية المهاجمين قتل روشان بل للإشارة إلى عدم قدرة حزب شيف سينا على حماية عملائها. قرر روشان تحديد نسبة من أرباح بيع أحدث أفلامه كهونا بيارهى في الخارج لعصابة بوديش.

### اشتباكات مع القانون
ادعى بوديش مسؤوليته عن الهجوم بقنبلة يدوية بالقرب من فندق في داهيسار وهي الضاحية الغربية من بومباي في يونيو 1998. في الحادث قام بعض رجال العصابة بإلقاء قنبلة يدوية على الشرطة. في الانفجار قتل رجلي شرطة وثلاثة من رجال العصابة وجرح عدة أشخاص آخرين. ومع ذلك رفض اتهام بوديش من قبل شرطة مومباي. في العام التالي قتل اثنين من عصابة بوديش وهما تيروباتي كوتيان وأوستن كارفاليو في كمين لشرطة مومباي في كانديفالي.

### حرب مفتوحة مع داود إبراهيم
حدث اختلاف كبير بين بوديش وداود على صفقة شراء عقار في مومباي في عام 1997. بوديش جنبا إلى جنب مع زعيم عصابة ولاية أتر برديش سوبهاش سينغ ثاكور كان يأمل في ابتزاز المال من هذه الصفقة من ناتوار لال ديساي المقاول المعروف.
ومع ذلك رفض ديساي الذي كان على صلة بعصابة داود إبراهيم دفع أي أموال لهم وطلب من داود إبراهيم التدخل. أدى ذلك إلى تراشق لفظي بين زعيمي العصابة. هدد داود بوديش على الهاتف طالبا منه البقاء بعيدا عن ديساي ولكن بوديش لم يستجب له.
وفقا لمقتطفات من شريط بعث به بوديش إلى مجلة الهند اليوم في مارس 2010 حيث قال:
انتقاما منه قام بوديش وثاكور بقتل ديساي في 18 أغسطس 1997.
في مارس 2010 أعلن علي بوديش حربا مفتوحة ضد معلمه السابق داود إبراهيم وعصابته متعهدا بقتله. تعاون بوديش مع زعيم عصابة الرذيلة بابلو سريفاستافا وبدأت عملية د ضد داود وعصابته.
يعتبر الثنائي التهديد الأكثر فتكا لعصابة داود إبراهيم في تاريخها حتى أن تهديدهما أكبر من تهديد عدو داود إبراهيم اللدود تشوتا راجان.
في الواقع اتهمتهم السلطات النيبالية والهندية بالوقوف وراء مقتل ثلاثة من أفراد عصابة داود إبراهيم الرئيسيين في نيبال وهم ماجد مانيهار وبارفيز تندا وجميم شاه والأخير المنتج الإعلامي النيبالي الشهير الذين اشتهر بكونه مهندس تهريب العملة المزيفة لعصابة داود إبراهيم في الهند.
يعتقد أن داود إبراهيم عهد إلى مساعده تشوتا شاكيل التعامل مع بوديش.